# Śmierć (obraz Jacka Malczewskiego 1902)
Śmierć – obraz olejny namalowany przez Jacka Malczewskiego w roku 1902. Obecnie dzieło znajduje się w zbiorach Muzeum Narodowego w Warszawie.